# Flughany Bog SAC
Flughany Bog SAC este o arie protejată (arie specială de conservare — SAC, sit de importanță comunitară — SCI) din Irlanda întinsă pe o suprafață de 231,03 ha, integral pe uscat.

## Localizare
Centrul sitului Flughany Bog SAC este situat la coordonatele 54°00′33″N 8°35′27″W / 54.009185°N 8.590791°V.

## Înființare
Situl Flughany Bog SAC a fost declarat sit de importanță comunitară în mai 1998 pentru a proteja 2 specii de animale. Situl a fost protejat și ca arie specială de conservare în decembrie 2018.

## Biodiversitate
Situată în ecoregiunea atlantică, aria protejată conține 3 habitate naturale: Turbării active, Mlaștini oligotrofe degradate, capabile încă de regenerare naturală, Depresiuni pe substraturi de turbă de Rhynchosporion.
La baza desemnării sitului se află mai multe specii protejate de  păsări (2): becațină comună (Gallinago gallinago), culic mare (Numenius arquata).
Pe lângă speciile protejate, pe teritoriul sitului au mai fost identificate 1 specie de păsări, 1 specie de mamifere.